# Алхаматов, Алимсолтан Абсеитович
Алимсолтан Абсеитович Алхаматов (23 июня 1965 год, с. Костек Хасавюртовский район, Дагестанская АССР, РСФСР, СССР — 2009, Москва, Россия) — российский политик, глава Хасавюртовского района (2005—2009). Погиб от рук наемных убийц. По национальности — кумык.

## Биография
Родился в 23 июня 1965 года в с. Костек Хасавюртовского района Дагестанского АССР.
После окончания Костекской средней школы в 1983 году начал трудовую деятельность рабочим строительной бригады совхоза «20 лет Октября» Хасавюртовского района. После демобилизации из рядов Советской Армии в 1986 г. поступил в Новочеркасский инженерно-строительный институт. После окончания вуза с 1993 по 2000 годы работал на различных должностях предприятий пищевой промышленности.
В 2001 г. работал ведущим специалистом Счетной палаты Республики Дагестан, затем — заместителем генерального директора ЗАО «Дагестанрегионгаз».
В 2004 году Алимсолтан назначен первым заместителем главы администрации Хасавюртовского района. В 2005 году Алимсолтан избирается главой муниципального образования «Хасавюртовский район». Зарекомендовал себя как ответственный работник и требовательный руководитель. Он внес заметный вклад в социально-экономическое развитие Хасавюртовского района. Алимсолтан избирался депутатом Хасавюртовского районного Собрания, Народного Собрания Республики Дагестан.

### Смерть
27 сентября 2009 года погиб в Москве от рук наемных убийц.

## Память
В честь Алхаматова названы улицы в поселке Альбурикент и селах Эндирей и Брагуны.